# جون سویون
جون سو یون (کره‌ای: 전소연؛ زادهٔ ۲۶ اوت ۱۹۹۸) که بیشتر با نام هنری سویون (انگلیسی: Soyeon) شناخته می‌شود، رپر، خواننده، ترانه‌سرا و تهیه‌کننده موسیقی اهل کره جنوبی است که تحت نظر کیوب انترتینمنت فعالیت می‌کند. او به‌علت رقابت در برنامه‌های تلویزیونی پرودوس ۱۰۱ و رپر نازیبا توجهات را جلب و در ۵ نوامبر ۲۰۱۷، فعالیت تکی خود را آغاز کرد. سویون سپس در مهٔ ۲۰۱۸، به‌عنوان لیدر گروه موسیقی (جی)آیدل به‌طور رسمی شروع به کار کرد. او همچنین عضو پروژهٔ اس‌ام استیشن × گروه دخترانهٔ استیشن یانگ و همچنین در نقش شخصیت آکالیِ لیگ افسانه‌ها، عضو گروه‌های مجازی کی/دی‌ای و ترو دمج است.